# Cassa armonica
La cassa armonica o cassa di risonanza è quella parte dello strumento a corde o a percussione che ha la funzione sia di aumentare l'intensità del suono prodotto che di caratterizzarne il timbro, sfruttando il fenomeno fisico della risonanza.

## Caratteristiche
Le caratteristiche della cassa armonica, spesso consolidate da secoli di esperienza, sono fondamentali per la caratterizzazione del suono dello strumento: ogni musicista sceglie il proprio strumento anche in base alla cassa armonica ed all'influenza che questa ha sul timbro e sulle caratteristiche sonore dello strumento. Spesso ogni esecutore possiede più strumenti con casse leggermente diverse per meglio adattarsi a diversi ruoli nell'ensemble o a diversi generi musicali. Le variabili principali nella progettazione e realizzazione della cassa armonica sono il volume interno, la forma ed il materiale.
- Generalmente parlando, casse armoniche di grandi dimensioni enfatizzano le frequenze più basse, mentre casse più piccole amplificano al meglio gli armonici più acuti. Ad esempio, le chitarre con una grande cassa hanno un suono tendenzialmente più profondo e meno squillante rispetto a modelli con cassa più piccola. Le dimensioni della cassa sono dettate da esigenze sia acustiche sia ergonomiche. Si pensi al caso della viola: la sua cassa, acusticamente parlando, è troppo piccola, ma sarebbe impossibile imbracciare e suonare uno strumento più grande. Il violoncello, che si suona in posizione verticale, può avere una cassa di dimensioni acusticamente ideali o addirittura sovradimensionata. Anche esigenze pratiche di trasporto o di utilizzo da parte dei bambini influenzano in sede di progettazione le dimensioni della cassa.
- Per quanto riguarda la forma, questa è studiata in modo da entrare in risonanza in maniera omogenea su tutta l'estensione dello strumento, "aiutando" in maniera omogenea tutte le note prodotte. Strumenti realizzati da fabbricanti diversi hanno forme e proporzioni leggermente diverse che caratterizzano il timbro dello strumento, favorendo un determinato spettro sonoro. Un aspetto particolare della forma è il foro da cui le vibrazioni escono: esso può essere circolare (come nella maggior parte degli strumenti a pizzico) o a forma di effe come negli archi. Anche i fusti dei tamburi a doppia membrana hanno spesso dei fori (per far uscire l'aria ed evitare la condensa), ma la funzione acustica è svolta dalla seconda pelle detta appunto risonante.
- A proposito dei materiali, esiste una grande variabilità di spessore, rigidità ed omogeneità. Tendenzialmente si usano materiali che entrino in vibrazione con facilità, quindi sottili, rigidi e di densità omogenea. Anche la finitura superficiale ha il suo peso: si dice che una delle peculiarità dei violini Stradivari, assieme al legno straordinariamente omogeneo della Val di Fiemme, sia la composizione della vernice utilizzata per la finitura dello strumento.

Nella voce e negli strumenti a fiato, la cassa armonica è formata dalle cavità della testa (seni frontali e paranasali, naso, bocca, gola, apparato respiratorio). Queste cavità sono diverse da persona a persona ed in parte deformabili, influenzando di volta in volta il timbro ed il volume del suono prodotto. La deformabilità di alcuni di questi risuonatori è un fenomeno sfruttato sia a fini musicali (ad es. uso della laringe nel canto lirico) sia, ad esempio, dagli imitatori.